# Landkreis Groß-Gerau
Der Landkreis Groß-Gerau ist eine Gebietskörperschaft mit 268.310 Einwohnern (31. Dezember 2024) im hessischen Regierungsbezirk Darmstadt. Die traditionelle Bezeichnung Kreis Groß-Gerau ist entsprechend der Eigenbezeichnung der Kreisverwaltung noch immer allgemein üblich.

## Geografie

### Lage
Der Landkreis liegt im oberen Rheingraben. Der Main bildet die nördliche, der Rhein die westliche Grenze. Ein großer Teil des Kreises liegt im Hessischen Ried.
Die höchste Erhebung des Kreises ist mit 145 m der Oberwaldberg, eine stillgelegte Mülldeponie bei Mörfelden. Die niedrigste Stelle ist mit 82 m die Mainspitze mit der Mündung des Mains in den Rhein.

### Nachbarkreise
Der Landkreis grenzt, im Nordwesten beginnend im Uhrzeigersinn, an die kreisfreie Landeshauptstadt Wiesbaden, den Main-Taunus-Kreis, die kreisfreie Stadt Frankfurt am Main, die Landkreise Offenbach, Darmstadt-Dieburg und Bergstraße (alle in Hessen). Im Westen bildet der Rhein die natürliche Grenze. Links des Rheins liegen die rheinland-pfälzischen Landkreise Alzey-Worms und Mainz-Bingen sowie die kreisfreie Landeshauptstadt Mainz.

### Flächennutzung
Das Kreisgebiet umfasst eine Gesamtfläche von 45.305 Hektar.
| Nutzungsart             | Nutzungsart             | 2011   | 2015   |
| ----------------------- | ----------------------- | ------ | ------ |
| Gebäude- und Freifläche | Gebäude- und Freifläche | 5.473  | 5.593  |
| davon                   | Wohnen                  | 2.950  | 2.969  |
|                         | Gewerbe                 | 894    | 985    |
| Betriebsfläche          | Betriebsfläche          | 577    | 561    |
| davon                   | Abbauland               | 165    | 145    |
| Erholungsfläche         | Erholungsfläche         | 701    | 752    |
| davon                   | Grünanlage              | 354    | 399    |
| Verkehrsfläche          | Verkehrsfläche          | 3.564  | 3.827  |
| Landwirtschaftsfläche   | Landwirtschaftsfläche   | 21.032 | 20.726 |
| davon                   | Moor                    | 2      | 2      |
|                         | Heide                   | 1      | 1      |
| Waldfläche              | Waldfläche              | 11.023 | 10.893 |
| Wasserfläche            | Wasserfläche            | 2.321  | 2.359  |
| Sonstige Nutzung        | Sonstige Nutzung        | 616    | 594    |

Die Landwirtschaftsfläche erreicht als Nutzungsart mit 46,5 Prozent einen in Hessen überdurchschnittlichen Anteil. Die Waldfläche hingegen ist mit 24,7 Prozent weit unterdurchschnittlich und zudem sehr ungleichmäßig verteilt. Die Wälder konzentrieren sich auf den Nordosten des Landkreises im Gebiet nördlich von Groß-Gerau und östlich von Rüsselsheim am Main. Der Anteil der Wasserfläche ist mit 5,1 Prozent bemerkenswert und erreicht mit über 23 Quadratkilometern die doppelte Fläche des Edersees. Geschuldet ist dieser Reichtum an Wasserflächen den Grenzflüssen des Landkreises. Vom Rhein zählen 38 Stromkilometer und vom Main 22 Stromkilometer jeweils bis zur Strommitte zum Kreisgebiet; hinzu kommen die Wasserflächen der Altrheinarme am Europa-Reservat Kühkopf-Knoblochsaue und bei Ginsheim sowie eine Reihe von gefluteten Kiesabbauflächen. Die „Siedlungs- und Verkehrsflächen“ (bestehend aus Gebäude- und Freifläche, Betriebsfläche (ohne Abbauland), Erholungsflächen, und Verkehrsfläche) machen etwa 22 Prozent der Gesamtfläche aus.

## Geschichte

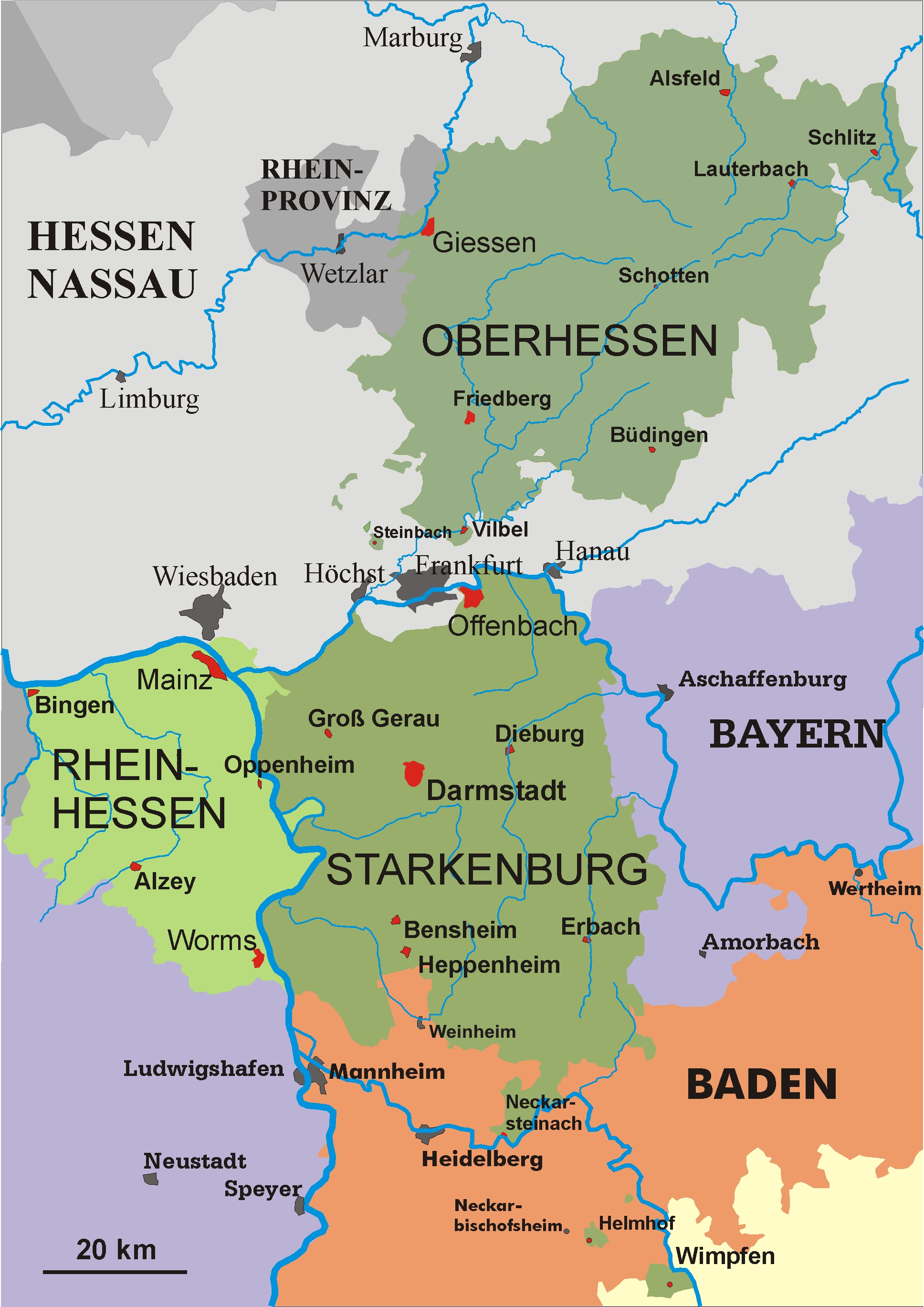
Karte Hessens im Jahr 1930

Das heutige Kreisgebiet gehörte sehr früh zur Landgrafschaft Hessen-Darmstadt, dem späteren Großherzogtum Hessen. Es gliederte sich in die Ämter Dornberg, Rüsselsheim und Kelsterbach. 1821 entstand der Landratsbezirk Dornberg innerhalb der Provinz Starkenburg. Seit 1832 heißt dieser Verwaltungsbezirk Kreis Groß-Gerau, der im Laufe der Geschichte seine Grenzen kaum verändert hat und auch die Gebietsreform in Hessen der frühen 1970er-Jahre nahezu unverändert überdauerte.

### Großherzogtum Hessen
Zusammen mit den Kreisen Bensheim, Darmstadt, Dieburg, Erbach, Heppenheim und Offenbach, sowie zeitweise mit den Kreisen Lindenfels, Neustadt und Wimpfen, bildete der Kreis Groß-Gerau ab 1832 die Provinz Starkenburg, die wiederum zusammen mit den Provinzen Oberhessen und Rheinhessen das Großherzogtum Hessen (Hessen-Darmstadt) darstellten.
Nach der Verkündung der Verfassung des Großherzogtums Hessen am 17. Dezember 1820 folgte am 14. Juli 1821 eine umfassende Verwaltungsreform. Statt der Ämter wurden nun größere Landratsbezirke für die Verwaltung und Landgerichte für die Rechtsprechung gebildet.
Nach einer weiteren, am 20. August 1832 bekanntgegebenen Neugliederung wurde der Kreis Groß-Gerau aus dem Landratsbezirk Dornberg und Teilen des Landratsbezirks Langen geschaffen. 1837 wurde der Sitz des Kreisrates von Dornberg nach Groß-Gerau verlegt. Am 31. Juli 1848 wurden die beiden Kreise Groß-Gerau und Darmstadt sowie Teile des Kreises Offenbach zum Regierungsbezirk Darmstadt zusammengeschlossen. Diese Verwaltungsreform dauerte knapp vier Jahre, da am 12. Mai 1852 die Zusammenlegung aufgehoben wurde. Dabei entstand ein neu abgegrenzter Kreis Groß-Gerau aus Teilen der Landgerichtsbezirke Gernsheim, Groß-Gerau und Langen.
Im Zuge der 1874 im Großherzogtum Hessen (Hessen-Darmstadt) nach preußischem Vorbild vorgenommenen Reform der Kreisverfassung kam es zu einer neuen Kreiseinteilung, in deren Rahmen die beiden Gemeinden Gernsheim und Klein-Rohrheim aus dem Kreis Bensheim in den Kreis Groß-Gerau wechselten. Die damals geschaffene Gliederung der Provinz Starkenburg in die Kreise Bensheim, Darmstadt, Dieburg, Erbach, Groß-Gerau, Heppenheim, Offenbach hatte mehr als sechs Jahrzehnte Bestand.

### Volksstaat Hessen
Mit der Novemberrevolution 1918 endete die Monarchie in Deutschland und das Großherzogtum wurde in eine demokratische Republik umgewandelt, den Volksstaat Hessen. Diese Bezeichnung wurde nach der Abschaffung der Demokratie durch die nationalsozialistische Machtergreifung 1933 beibehalten.
Zwischen dem Dezember 1918 und dem 30. Juni 1930 gehörte der größte Teil des Kreises zum Mainzer Brückenkopf und stand somit unter französischem Besatzungsrecht (→ Alliierte Rheinlandbesetzung). Um die Jahreswende 1918/19 wurden die Gemeinden Langen, Egelsbach und Buchschlag, die ebenfalls im besetzten Gebiet lagen, aber dem ansonsten unbesetzten Kreis Offenbach angehörten, von diesem abgetrennt und dem Kreisamt in Groß-Gerau angegliedert. Nach dem Ende der Besatzung wurden diese drei Gemeinden wieder rückgegliedert.
Am 1. Januar 1930 schieden die Gemeinden Bischofsheim und Ginsheim-Gustavsburg sowie die selbständige Gemarkung Ginsheimer Rheinauen aus dem Kreis Groß-Gerau aus und wurden in die Stadt Mainz im Kreis Mainz der Provinz Rheinhessen eingegliedert.
Nach der 1936 erfolgten Auflösung der Provinzial- und Kreistage im Volksstaat Hessen und der 1937 durchgeführten Aufhebung der drei Provinzen Starkenburg, Oberhessen und Rheinhessen brachte das Jahr 1938 eine Überprüfung der Kreisgrenzen. Am 1. November 1938 wurde im Volksstaat Hessen eine einschneidende Gebietsreform durchgeführt. In jeder der drei hessischen Provinzen Starkenburg, Rheinhessen und Oberhessen wurde jeweils ein Kreis aufgelöst. In Starkenburg war davon der Kreis Bensheim betroffen. Dieser wurde zum größten Teil dem Kreis Heppenheim zugeschlagen, der auch zum Rechtsnachfolger des Kreises Bensheim wurde. Die neue Verwaltungseinheit wurde in Landkreis Bergstraße umbenannt. Der Kreis Groß-Gerau wurde in Landkreis Gerau umbenannt. Gleichzeitig wurden die Städte Darmstadt, Gießen, Mainz, Offenbach am Main und Worms als Stadtkreise verselbständigt.

### Land Hessen

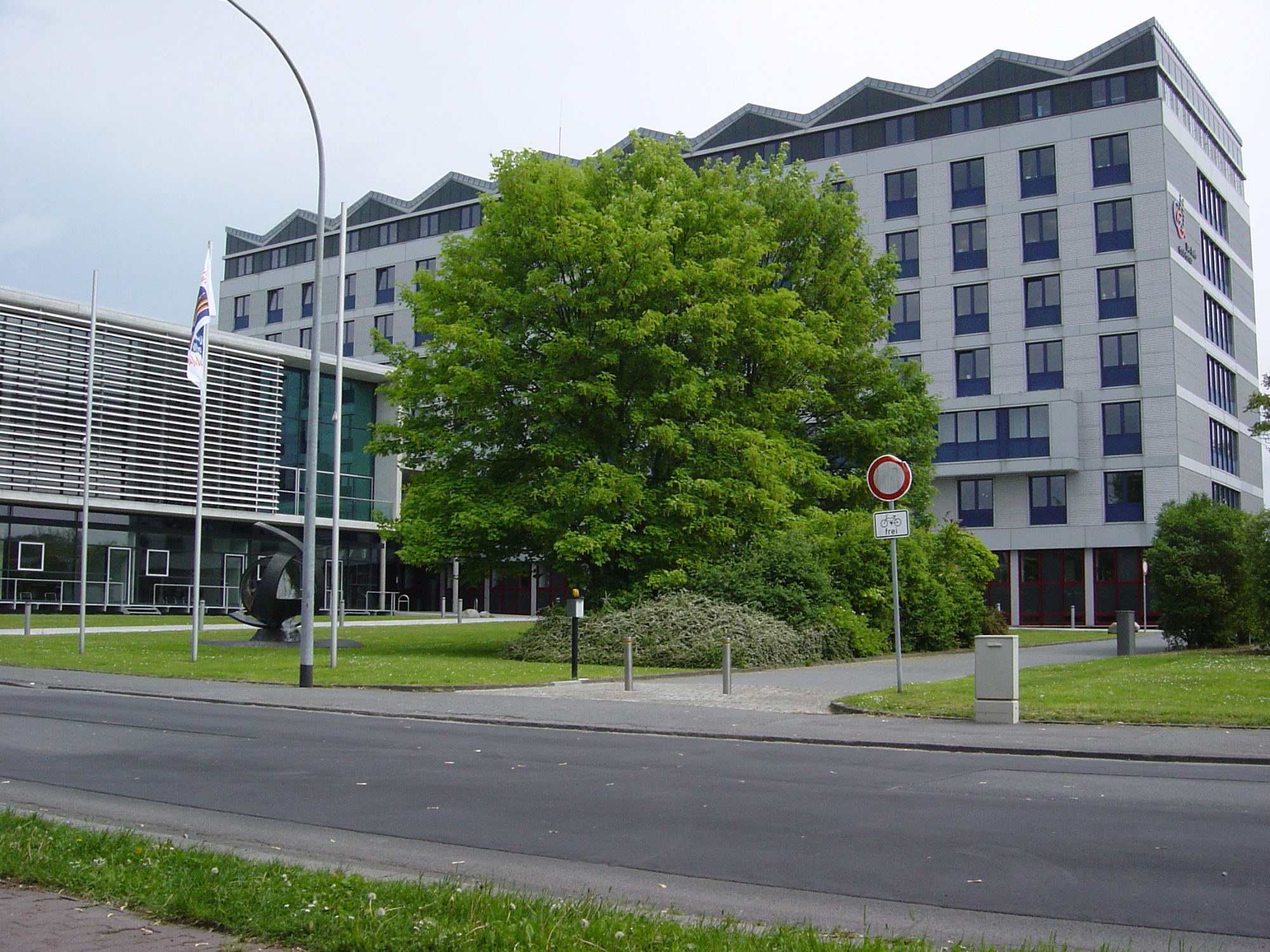
Landratsamt Groß-Gerau

Bei der Gründung des heutigen Landes Hessen Ende 1945 in der amerikanischen Besatzungszone blieben die Kreiszuschnitte der Vorgängerstaaten (der Volksstaat und die preußische Provinz Hessen-Nassau) unverändert. Allerdings wurde die Großstadt Mainz und das Gemeindegebiet von Guntersblum durch die in der Fahrrinne des Rheins verlaufende Zonengrenze geteilt. Während die linksrheinischen Kerngebiete beider Kommunen in der französischen Zone aus dem hessischen Staatsverband ausschieden, waren die rechtsrheinischen Stadtteile von Mainz und der rechtsrheinische Kühkopf, die bei Hessen verblieben, auf Kreisebene neu zuzuordnen. Auf diese Weise wurden Bischofsheim und Ginsheim-Gustavsburg nach fünfzehnjähriger Zugehörigkeit zur Stadt Mainz wieder eigenständige Gemeinden im Landkreis Groß-Gerau. Der Kühkopf wurde zum größten Teil in die Gemeinde Stockstadt am Rhein eingegliedert. Ein kleinerer Teil, der im Norden der Gemeinde Erfelden gegenüberlag, wurde in diese integriert.
Bei der Gebietsreform in Hessen wurden in den 1970er-Jahren die meisten hessischen Landkreise mit Nachbarkreisen zu größeren Einheiten zusammengefasst. Als einer der wenigen Ausnahmen blieb der Landkreis Groß-Gerau hiervon weitgehend unberührt. An der nordöstlichen Grenze gab der Landkreis eine wichtige Fläche an die Stadt Frankfurt am Main ab, nämlich das Gelände des Flughafens Frankfurt. Dessen südliche Hälfte (auf dem sich die Start- und Landebahnen befinden, das Terminalgebäude stand auch zuvor schon auf Frankfurter Gemarkung) gehörte zuvor zur Gemeinde Walldorf.
Bei der Gebietsreform wurde durch Zusammenschlüsse die Anzahl der Gemeinden im Kreisgebiet auf 14 reduziert, die entsprechend ihrer Größenordnung einige bisher von der Kreisverwaltung wahrgenommene Aufgaben selbst übernehmen konnten.
1975 wurde die Stadt Kelsterbach Mitglied des neuen Umlandverbands Frankfurt, dem einige regionale und kommunale Zuständigkeiten innerhalb der Stadtregion Frankfurt übertragen wurden. Der Umlandverband wurde 2001 durch den Planungsverband Ballungsraum Frankfurt/Rhein-Main ersetzt, dem der gesamte suburban geprägte nördliche Teil des Landkreises angehört.

### Einwohnerentwicklung

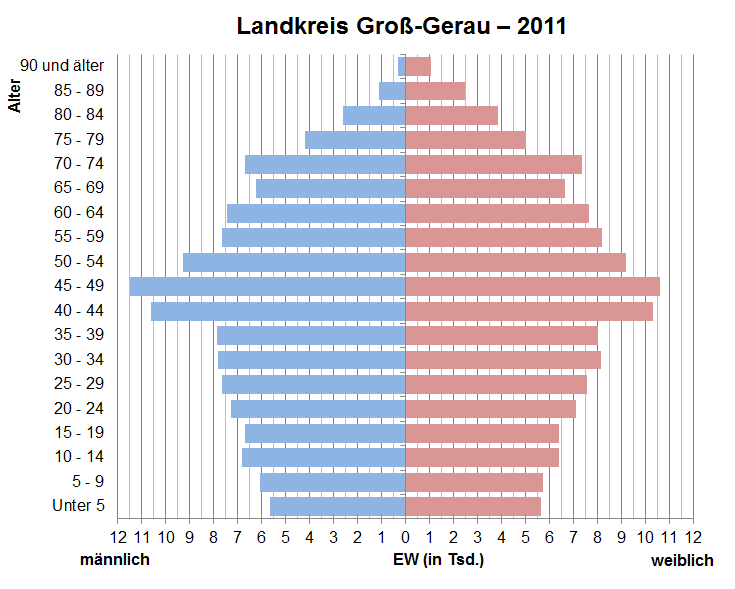
Bevölkerungspyramide für den Landkreis Groß-Gerau (Datenquelle: Zensus 2011)

Die Entwicklung der Einwohnerzahlen im Landkreis Groß-Gerau ab 1975, jeweils am 31. Dezember, zeigt sich wie folgt:
| Datum | Einwohner | Ausländeranteil in Prozent |
| ----- | --------- | -------------------------- |
| 1852  | 28.525    |                            |
| 1900  | 50.798    |                            |
| 1910  | 62.920    |                            |
| 1925  | 72.111    |                            |
| 1933  | 69.948    |                            |
| 1961  | 164.669   |                            |
| 1970  | 213.589   |                            |
| 1975  | 227.080   | 13,0                       |
| 1980  | 233.145   | 14,3                       |
| 1985  | 228.107   | 14,2                       |
| 1990  | 234.845   | 15,6                       |
| 2000  | 249.266   | 18,1                       |
| 2005  | 251.905   | 17,4                       |
| 2010  | 254.887   | 17,0                       |
| 2015  | 266.042   | 19,8                       |

### Konfessionsstatistik
Nach den Ergebnissen des Zensus am 9. Mai 2011 waren von den Einwohnern 30,2 % evangelisch, 21,7 % römisch-katholisch und 48,1 % gehörten einer sonstigen oder keiner Religionsgesellschaft an oder machten keine Angabe. Der Mitgliederschwund der großen Kirchen hielt seitdem weiter an. Gemäß Zensus 2022 waren (2022) 21,4 % der Einwohner evangelisch, 17,4 % katholisch und 61,4 % gehörten einer sonstigen oder keiner Religion an oder machten keine Angabe.

## Politik

### Kreistag
Die Kommunalwahl am 14. März 2021 lieferte folgendes Ergebnis, in Vergleich gesetzt zu früheren Kommunalwahlen:
| Diagrammdarstellung von Wahlergebnis und Sitzverteilung | Diagrammdarstellung von Wahlergebnis und Sitzverteilung                                                                                              |
| --- | --- |
| Wahl des Groß-Gerauer Kreistags 2021 %3020100 28,125,918,57,45,94,62,31,41,2n. k.n. k. SPDCDUGrüneAfDFWFDPLinkePARTEIFNKFWGFW-BLPiratenGewinne und Verlusteim Vergleich zu 2016 %p 10 8 6 4 2 0 −2 −4 −6−5,7+1,7+8,4−5,8+2,8+0,4−0,4+2,3+1,4+1,2−4,0−1,4SPDCDUGrüneAfDFWFDPLinkePARTEIFNKFWGFW-BLPiraten | Sitzverteilung im Kreistag 2021Insgesamt 71 Sitze - Linke: 3 - PARTEI: 2 - SPD: 20 - Grüne: 13 - FNK: 1 - FDP: 3 - FW: 4 - FWG: 1 - CDU: 19 - AfD: 5 |

| Wahlvorschläge             | Wahlvorschläge                                                                              | % 2021 | Sitze 2021 | % 2016 | Sitze 2016 | % 2011 | Sitze 2011 | % 2006 | Sitze 2006 |
| -------------------------- | ------------------------------------------------------------------------------------------- | ------ | ---------- | ------ | ---------- | ------ | ---------- | ------ | ---------- |
| SPD                        | Sozialdemokratische Partei Deutschlands                                                     | 28,1   | 20         | 33,8   | 24         | 36,9   | 26         | 42,6   | 30         |
| CDU                        | Christlich Demokratische Union Deutschlands                                                 | 25,9   | 19         | 24,2   | 17         | 30,1   | 21         | 32,0   | 23         |
| GRÜNE                      | Bündnis 90/Die Grünen                                                                       | 18,5   | 13         | 10,1   | 07         | 21,5   | 15         | 11,3   | 08         |
| AfD                        | Alternative für Deutschland                                                                 | 7,4    | 5          | 13,2   | 10         | –      | –          | –      | –          |
| FREIE WÄHLER               | FREIE WÄHLER                                                                                | 05,9   | 04         | 03,1   | 02         | 02,2   | 02         | –      | –          |
| FDP                        | Freie Demokratische Partei                                                                  | 04,6   | 3          | 04,2   | 03         | 02,7   | 02         | 04,6   | 03         |
| DIE LINKE.OL               | DIE LINKE.Offene Liste                                                                      | 04,6   | 3          | 05,0   | 04         | 04,1   | 03         | 04,6   | 03         |
| Die PARTEI                 | Partei für Arbeit, Rechtsstaat, Tierschutz, Elitenförderung & basisdemokratische Initiative | 2,3    | 2          | –      | –          | –      | –          | –      | –          |
| FNK                        | Forum Neuer Kreis                                                                           | 1,4    | 1          | 0,4    | 0          | –      | –          | –      | –          |
| FWG                        | Freie Wählergemeinschaft Groß-Gerau                                                         | 1,2    | 1          | –      | –          | –      | –          | 04,9   | 04         |
| Freie Wähler-Bürgerliste   | Freie Wähler-Bürgerliste                                                                    | –      | –          | 04,0   | 03         | –      | –          | –      | –          |
| PIRATEN                    | Piratenpartei Deutschland                                                                   | –      | –          | 01,4   | 01         | –      | –          | –      | –          |
| FBG                        | Freie Bürgerliste Kreis Groß-Gerau                                                          | –      | –          | –      | –          | 01,3   | 01         | –      | –          |
| Tierschutzpartei           | Partei Mensch Umwelt Tierschutz                                                             | –      | –          | –      | –          | 01,2   | 01         | –      | –          |
| Gesamt                     | Gesamt                                                                                      | 100,0  | 71         | 100,0  | 71         | 100,0  | 71         | 100,0  | 71         |
| Wahlbeteiligung in Prozent | Wahlbeteiligung in Prozent                                                                  | 47,7   | 47,7       | 43,1   | 43,1       | 43,6   | 43,6       | 43,7   | 43,7       |

Am Beginn der Wahlperiode 2011 bis 2016 bildeten SPD, FWG und FDP im Kreistag eine Koalition und stellten damit eine Mehrheit von 37 Mandaten. Diese Koalition zerbrach und es kam zu einer rot-grünen Koalition.
Am Beginn der Wahlperiode 2016 bis 2021 bildeten SPD, Grüne, Linke und Piraten eine Koalition und stellen damit eine Mehrheit von 36 Mandaten.
In der Wahlperiode 2021 bis 2026 wird die bestehende Koalition aus SPD, GRÜNE und DIE LINKE.OL (ohne die ausgeschiedenen PIRATEN) fortgeführt. Die Koalition verfügt, wie in der vorangegangenen Wahlperiode, über 36 von 71 Mandate im Kreistag.

### Kreisausschuss
Der Kreisausschuss zählt zehn Mitglieder und ist die Verwaltungsbehörde des Landkreises. Vorsitzender ist der hauptamtliche Landrat Thomas Will (SPD), sein Stellvertreter ist der hauptamtliche Erste Kreisbeigeordnete Adil Oyan (Grüne); die weiteren acht Kreisbeigeordneten (drei SPD, zwei CDU, je einer Grüne, FWG, FDP) sind ehrenamtlich tätig.

### Leitende Beamte
| Nr. | Name                                            | Lebensdaten | Partei | Beginn der Amtszeit | Ende der Amtszeit |
| --- | ----------------------------------------------- | ----------- | ------ | ------------------- | ----------------- |
| 01  | Johann Ernst Wilhelm Heim                       | 1780–1857   |        | 1832                | 1848 1            |
| 02  | Johann Baptist Werle                            | 1810–1861   |        | 1852                | 1861              |
| 03  | Eduard Ernst App                                | 1801–1862   |        | 1861                | 1862              |
| 04  | Karl Boekmann                                   | 1826–1905   |        | 1862 2              | 1877              |
| 05  | Wilhelm Christoph Adolf Schenck zu Schweinsberg | 1824–1886   |        | 1877                | 1885              |
| 06  | Erwin Löw von und zu Steinfurth                 | 1841–1914   |        | 1885                | 1900              |
| 07  | Karl Bichmann                                   | 1848–1929   |        | 1900                | 1905              |
| 08  | Eduard Wallau                                   | 1855–1941   |        | 1905                | 1924              |
| 09  | W. Koch                                         |             |        | 1924                | 1924              |
| 10  | Ernst Werner                                    |             |        | 1924                | 1924              |
| 11  | Ernst Merck                                     |             |        | 1925                | 1931              |
| 12  | Hermann Usinger                                 |             | SPD    | 1932                | 1933              |
| 13  | Straub                                          |             |        | 1934                | 1934              |
| 14  | Schmal und Gutermuth                            |             |        | 1934                | 1935              |
| 15  | Alfred Klostermann                              | 1900–1945   | NSDAP  | 1935                | 1939              |
| 16  | Hans Denser                                     |             | NSDAP  | 1940                | 1945              |
| 17  | W. L. Grebner                                   |             |        | 1945                | 1945              |
| 18  | Wilhelm Hammann                                 | 1897–1955   | KPD    | 1945                | 1946              |
| 19  | Jean Christoph Harth                            | 1882–1956   | SPD    | 1946                | 1954              |
| 20  | Wilhelm Seipp                                   | 1906–1963   | SPD    | 1954                | 1963              |
| 21  | Alfred Schmidt                                  | 1905–1975   | SPD    | 1964                | 1970              |
| 22  | Willi Blodt                                     | 1929–2022   | SPD    | 1970                | 1992              |
| 23  | Enno Siehr                                      | * 1947      | SPD    | 1992                | 2010              |
| 24  | Thomas Will                                     | * 1959      | SPD    | 2010                | im Amt            |

Nach 18 Jahren im Amt ging Landrat Enno Siehr 2010 in Ruhestand. Bei der Landratswahl am 7. Februar 2010 traten Thomas Will (SPD), Ursula Kraft (CDU) und Gerd Schulmeyer (Linke) gegeneinander an. Thomas Will konnte die Wahl mit rund 59 Prozent der Stimmen im ersten Wahlgang für sich entscheiden und wurde Dezember 2015 und 2021 jeweils für weitere sechs Jahre wiedergewählt.

### Hoheitszeichen
Als Hoheitszeichen führt der Landkreis Groß-Gerau ein Siegel, ein Wappen sowie eine Hiss- und eine Bannerflagge.

Hissflagge
Bannerflagge

| Wappen des Kreises Groß-Gerau | Blasonierung: „Gespalten: vorne neunfach von Rot und Silber geteilt, hinten zwei schwarze Balken in Silber; in der Schildmitte aufgelegt ein blauer Herzschild mit drei (2:1 gestellten) silbernen Rauten“ |
| Wappen des Kreises Groß-Gerau | Wappenbegründung: Die rot-silbernen Streifen wurden dem hessischen Wappen entnommen, die schwarzen Balken stehen für die Grafschaft Isenburg, zu der das Amt Kelsterbach bis 1600 gehörte, und der Herzschild symbolisiert die Dynastie von Dornberg und ihrer Katzenelnbogener Nachfolger, die das Gebiet beherrschten, bevor es 1479 hessisch wurde. Das Wappen wurde am 25. Januar 1967 verliehen. |

## Wirtschaft und Verkehr
Im sogenannten Zukunftsatlas 2016 belegte der Landkreis Groß-Gerau Platz 58 von 402 Landkreisen und kreisfreien Städten in Deutschland und zählt damit zu den Regionen mit „hohen Zukunftschancen“. In der Ausgabe von 2019 lag er auf Platz 16 von 401 und zählte damals zu den Regionen mit „sehr hohen Zukunftschancen“. In der Ausgabe 2025 belegte der Landkreis Groß-Gerau nur noch Platz 158 von 400 und zählt zu den Regionen mit „leichten Zukunftschancen“.

### Eisenbahn
Durch das Kreisgebiet verlaufen die Riedbahn, die Rhein-Main-Bahn und die Mainbahn. Der Nahverkehr ist in den Rhein-Main-Verkehrsverbund integriert. Insofern besitzen die S-Bahn-Linien S7, S8 und S9 mit ihren Haltepunkten sowie die übrigen Regionalhalte eine wichtige Bedeutung für das Kreisgebiet. Haltepunkte und Bahnhöfe befinden sich in Biebesheim am Rhein, Bischofsheim (Bahnhof Mainz-Bischofsheim), Büttelborn (Bahnhof Klein-Gerau), Gernsheim, Ginsheim-Gustavsburg (Bahnhof Mainz-Gustavsburg), Groß-Gerau (mit Groß-Gerau, Groß-Gerau-Dornberg und Dornheim), Kelsterbach, Mörfelden-Walldorf (mit den Bahnhöfen Mörfelden und Walldorf), Nauheim, Raunheim, Riedstadt (mit Riedstadt-Wolfskehlen und Riedstadt-Goddelau), Rüsselsheim am Main (mit Bahnhof Rüsselsheim und Rüsselsheim Opelwerk) sowie Stockstadt am Rhein.

### Straße
Durch das Kreisgebiet führen die Bundesautobahnen 67 (Mannheim–Darmstadt–Mönchhof-Dreieck) und 60 (Rüsselsheim–Bingen am Rhein), sowie einige Kilometer der A 3 (Frankfurter Kreuz–Wiesbadener Kreuz), der A 5 (Anschlussstelle Langen/Mörfelden) und der A 671 (Mainspitz-Dreieck–Wiesbaden). Ferner erschließen mehrere Bundes-, Landes- und Kreisstraßen das Kreisgebiet, darunter die B 42 (und deren alte Trasse, heute L 3482), B 44 und die B 486.

### Flugverkehr
Ferner trägt der unmittelbar an das Kreisgebiet angrenzende Flughafen Frankfurt Main zur internationalen Anbindung des Landkreises bei.

### Schifffahrt
Das Kreisgebiet wird im Westen vom Rhein und im Norden vom Main begrenzt, die beide für die Binnenschifffahrt große Bedeutung haben. In Gernsheim hat das Kreisgebiet einen Rheinhafen und am Main gibt es zwei Hafenanlagen, von denen eine, der Opelhafen Rüsselsheim, nicht mehr betrieben wird. Der Ölhafen Raunheim hingegen, ursprünglich gebaut für die dortige Caltex-Raffinerie, dient nunmehr der Treibstoffversorgung des Frankfurter Flughafens. Die Schleusenbauwerke der beiden untersten Mainstaustufen, der Staustufe Kostheim und der Staustufe Eddersheim, liegen am südlichen Mainufer und somit im Kreisgebiet, nämlich in Ginsheim-Gustavsburg bzw. in Kelsterbach.

## Städte und Gemeinden

### Aktueller Stand
Kreisstadt ist die namensgebende Stadt Groß-Gerau. Bevölkerungsreichste Stadt des Landkreises ist mit 65.627 Einwohnern Rüsselsheim am Main. Die jüngste Stadt des Landkreises Groß-Gerau ist Ginsheim-Gustavsburg, die am 29. April 2013 zur Stadt erhoben wurde.
(Einwohner am 31. Dezember 2024)
| Städte 1. Gernsheim (10.685) 2. Ginsheim-Gustavsburg (16.488) 3. Groß-Gerau (25.388) 4. Kelsterbach (16.622) 5. Mörfelden-Walldorf (31.638) 6. Raunheim (15.297) 7. Riedstadt (23.146) 8. Rüsselsheim am Main, Stadt mit Sonderstatus (65.627) | Gemeinden 1. Biebesheim am Rhein (6.515) 2. Bischofsheim (12.979) 3. Büttelborn (14.685) 4. Nauheim (10.496) 5. Stockstadt am Rhein (5.945) 6. Trebur (12.799) |

### Ehemalige Gemeinden
Die folgende Liste enthält alle ehemaligen Gemeinden des Landkreises Groß-Gerau und die Daten ihrer Eingemeindungen:
| Gemeinde             | eingemeindet nach    | Datum der Eingemeindung | Anmerkung                    |
| -------------------- | -------------------- | ----------------------- | ---------------------------- |
| Allmendfeld          | Gernsheim            | 31. Dezember 1971       | Gründung am 31. Oktober 1937 |
| Astheim              | Trebur               | 1. Januar 1977          |                              |
| Bauschheim           | Rüsselsheim          | 1. Mai 1970             |                              |
| Berkach              | Groß-Gerau           | 31. Dezember 1971       |                              |
| Crumstadt            | Riedstadt            | 1. Januar 1977          |                              |
| Dornberg             | Groß-Gerau           | 1. April 1939           |                              |
| Dornheim             | Groß-Gerau           | 1. Januar 1977          |                              |
| Erfelden             | Riedstadt            | 1. Januar 1977          |                              |
| Geinsheim            | Trebur               | 1. Januar 1977          |                              |
| Goddelau             | Goddelau-Wolfskehlen | 1. Juli 1973            |                              |
| Goddelau-Wolfskehlen | Riedstadt            | 1. Januar 1977          | Gründung am 1. Juli 1973     |
| Haßloch              | Rüsselsheim          | 1. April 1951           |                              |
| Hessenaue            | Trebur               | 1. Januar 1977          | Gründung am 1. Oktober 1951  |
| Klein-Gerau          | Büttelborn           | 1. Januar 1977          |                              |
| Klein-Rohrheim       | Gernsheim            | 31. Dezember 1971       |                              |
| Königstädten         | Rüsselsheim          | 1. Juli 1956            |                              |
| Leeheim              | Riedstadt            | 1. Januar 1977          |                              |
| Mörfelden            | Mörfelden-Walldorf   | 1. Januar 1977          |                              |
| Walldorf             | Mörfelden-Walldorf   | 1. Januar 1977          |                              |
| Wallerstädten        | Groß-Gerau           | 1. Januar 1977          |                              |
| Wolfskehlen          | Goddelau-Wolfskehlen | 1. Juli 1973            |                              |
| Worfelden            | Büttelborn           | 1. Januar 1977          |                              |

## Kfz-Kennzeichen
Am 1. Juli 1956 wurde dem Kreis bei der Einführung der bis heute gültigen Kfz-Kennzeichen das Unterscheidungszeichen GG zugewiesen. Es wird durchgängig bis heute ausgegeben.